# Anton Strålman
Anton Strålman (né le 1er août 1986 à Tibro) est un joueur professionnel suédois de hockey sur glace. Il évolue au poste de défenseur.

## Biographie

### Carrière en club

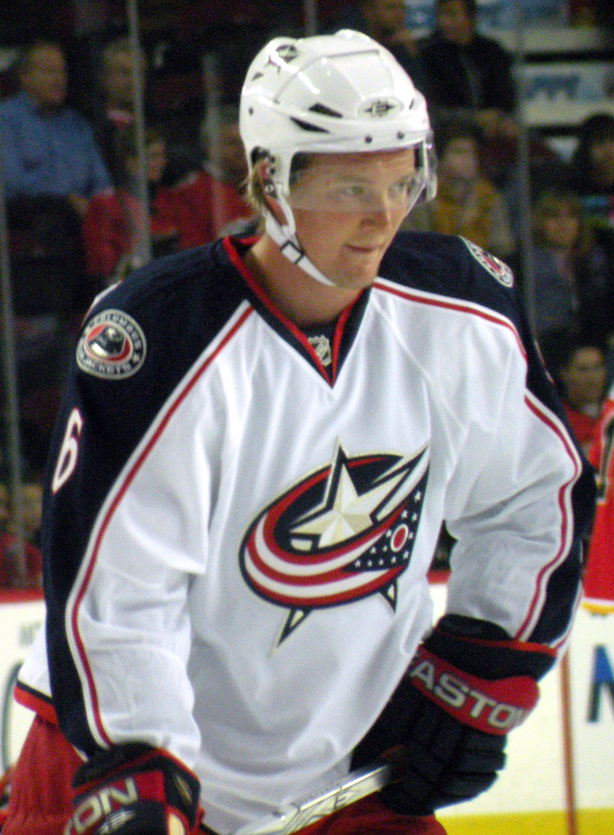
Anton Strålman avec les Blue Jackets de Columbus.

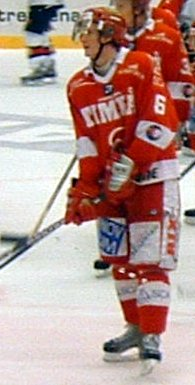
Anton Strålman avec le Timrå IK

En 2003, il commence sa carrière avec le Skövde IK en Division 1 avant que le club accède un an plus tard à l'Allsvenskan. En 2005, il est choisi en septième ronde en 216e position par les Maple Leafs de Toronto lors du repêchage d'entrée dans la Ligue nationale de hockey. Néanmoins, il ne rejoint pas tout de suite l'Amérique du Nord. Il s'aguerrit deux saisons en Elitserien avec le Timrå IK. En 2007, il part en Amérique du Nord. Il assigné par les Maple Leafs aux Marlies de Toronto, leur club ferme de la Ligue américaine de hockey. Le 23 octobre 2007, il joue son premier match dans la Ligue nationale de hockey avec les Maple Leafs face aux Thrashers d'Atlanta. Il inscrit son premier point, une assistance chez les Kings de Los Angeles le 10 janvier 2008. Le 21 mars 2008, il marque son premier but ainsi qu'une aide chez les Sabres de Buffalo.
Il est échangé le 27 juillet 2009 par les Leafs aux Flames de Calgary en retour de Wayne Primeau.
Il signe un contrat d'une saison avec les Rangers de New York le 3 novembre 2011. Le 26 juillet 2012, il prolonge pour deux saisons avec les Rangers pour un montant de 3,4 millions de dollars.
Le 1er juillet 2014, il signe un contrat de 22 millions de dollars sur cinq saisons avec le Lightning de Tampa Bay.

### Carrière internationale
Il représente la Suède en sélection senior depuis 2007. Il prend part aux sélections jeunes.

## Statistiques

### En club
| Saison     | Équipe                   | Ligue       |                   | Saison régulière  | Saison régulière  | Saison régulière  | Saison régulière  | Saison régulière  |                   | Séries éliminatoires | Séries éliminatoires | Séries éliminatoires | Séries éliminatoires | Séries éliminatoires |
| Saison     | Équipe                   | Ligue       | PJ                | B                 | A                 | Pts               | Pun               | PJ                | B                 | A                    | Pts                  | Pun                  |                      |                      |
| 2003-2004  | Skövde IK                | Division 1  | 73                | 8                 | 10                | 18                | 22                | 10                | 3                 | 1                    | 4                    | 4                    |                      |                      |
| 2004-2005  | Skövde IK                | Allsvenskan | 41                | 9                 | 9                 | 18                | 34                | 9                 | 1                 | 2                    | 3                    | 6                    |                      |                      |
| 2004-2005  | Skövde IK                | Division 1  | -                 | -                 | -                 | -                 | -                 | 9                 | 1                 | 2                    | 3                    | 6                    |                      |                      |
| 2005-2006  | Timrå IK                 | Elitserien  | 45                | 1                 | 4                 | 5                 | 28                | -                 | -                 | -                    | -                    | -                    |                      |                      |
| 2006-2007  | Timrå IK                 | Elitserien  | 53                | 10                | 11                | 21                | 34                | 7                 | 1                 | 3                    | 4                    | 10                   |                      |                      |
| 2007-2008  | Marlies de Toronto       | LAH         | 21                | 0                 | 11                | 11                | 21                | -                 | -                 | -                    | -                    | -                    |                      |                      |
| 2007-2008  | Maple Leafs de Toronto   | LNH         | 50                | 3                 | 6                 | 9                 | 18                | -                 | -                 | -                    | -                    | -                    |                      |                      |
| 2008-2009  | Maple Leafs de Toronto   | LNH         | 38                | 1                 | 12                | 13                | 20                | -                 | -                 | -                    | -                    | -                    |                      |                      |
| 2008-2009  | Marlies de Toronto       | LAH         | 36                | 7                 | 9                 | 16                | 24                | 6                 | 1                 | 2                    | 3                    | 0                    |                      |                      |
| 2009-2010  | Blue Jackets de Columbus | LNH         | 73                | 6                 | 28                | 34                | 37                | -                 | -                 | -                    | -                    | -                    |                      |                      |
| 2010-2011  | Blue Jackets de Columbus | LNH         | 51                | 1                 | 17                | 18                | 22                | -                 | -                 | -                    | -                    | -                    |                      |                      |
| 2011-2012  | Rangers de New York      | LNH         | 53                | 2                 | 16                | 18                | 20                | 20                | 3                 | 3                    | 6                    | 4                    |                      |                      |
| 2012-2013  | Rangers de New York      | LNH         | 48                | 4                 | 3                 | 7                 | 16                | 10                | 0                 | 0                    | 0                    | 0                    |                      |                      |
| 2013-2014  | Rangers de New York      | LNH         | 81                | 1                 | 12                | 13                | 26                | 25                | 0                 | 5                    | 5                    | 4                    |                      |                      |
| 2014-2015  | Lightning de Tampa Bay   | LNH         | 82                | 9                 | 30                | 39                | 26                | 26                | 1                 | 8                    | 9                    | 8                    |                      |                      |
| 2015-2016  | Lightning de Tampa Bay   | LNH         | 73                | 9                 | 25                | 34                | 20                | 6                 | 1                 | 0                    | 1                    | 2                    |                      |                      |
| 2016-2017  | Lightning de Tampa Bay   | LNH         | 73                | 5                 | 17                | 22                | 20                | -                 | -                 | -                    | -                    | -                    |                      |                      |
| 2017-2018  | Lightning de Tampa Bay   | LNH         | 80                | 4                 | 14                | 18                | 18                | 17                | 1                 | 4                    | 5                    | 8                    |                      |                      |
| 2018-2019  | Lightning de Tampa Bay   | LNH         | 47                | 2                 | 15                | 17                | 8                 | -                 | -                 | -                    | -                    | -                    |                      |                      |
| 2019-2020  | Panthers de la Floride   | LNH         | 69                | 5                 | 14                | 19                | 14                | 4                 | 0                 | 0                    | 0                    | 2                    |                      |                      |
| 2020-2021  | Panthers de la Floride   | LNH         | 38                | 3                 | 6                 | 9                 | 8                 | 5                 | 0                 | 0                    | 0                    | 0                    |                      |                      |
| 2021-2022  | Coyotes de l'Arizona     | LNH         | 74                | 8                 | 15                | 23                | 12                | -                 | -                 | -                    | -                    | -                    |                      |                      |
| 2022-2023  | Bruins de Boston         | LNH         | 8                 | 0                 | 0                 | 0                 | 2                 | -                 | -                 | -                    | -                    | -                    |                      |                      |
| 2022-2023  | Bruins de Providence     | LAH         | 17                | 0                 | 4                 | 4                 | 0                 | -                 | -                 | -                    | -                    | -                    |                      |                      |
| 2023-2024  | HV 71                    | SHL         | Saison en cours ? | Saison en cours ? | Saison en cours ? | Saison en cours ? | Saison en cours ? | Saison en cours ? | Saison en cours ? | Saison en cours ?    | Saison en cours ?    | Saison en cours ?    |                      |                      |
| Totaux LNH | Totaux LNH               | Totaux LNH  | 938               | 63                | 230               | 293               | 287               | 113               | 6                 | 20                   | 26                   | 28                   |                      |                      |

### En équipe nationale
| Année | Compétition                 |    | PJ | B | A | Pts | Pun | +/-                    |  | Résultat |
| 2005  | Championnat du monde junior | 5  | 0  | 0 | 0 | 2   | -3  | 6e place               |  |          |
| 2006  | Championnat du monde junior | 6  | 0  | 2 | 2 | 6   | +7  | 5e place               |  |          |
| 2007  | Championnat du monde        | 9  | 1  | 1 | 2 | 0   | +3  | 4e place               |  |          |
| 2008  | Championnat du monde        | 8  | 4  | 3 | 7 | 31  | +6  | 4e place               |  |          |
| 2009  | Championnat du monde        | 7  | 1  | 4 | 5 | 6   | +7  | Médaille de bronze     |  |          |
| 2016  | Coupe du monde              | 4  | 1  | 1 | 2 | 6   | -1  | Défaite en demi-finale |  |          |
| 2017  | Championnat du monde        | 10 | 0  | 4 | 4 | 4   | +8  | Médaille d'or          |  |          |

## Trophées et honneurs personnels

### Elitserien
- 2006-2007 : nommé dans l'équipe d'étoiles

### Ligue américaine de hockey
- 2007-2008 : participe au Match des étoiles